# Sulcus corporis callosi
De sulcus corporis callosi is een hersengroeve die de gyrus cinguli scheidt van het ondergelegen corpus callosum.